# Storch (Adelsgeschlecht)

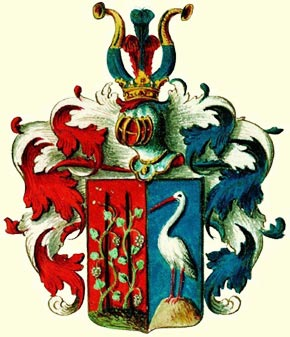
Wappen derer von Storch

Storch ist der Name eines ursprünglich aus Osnabrück stammenden Geschlechts, dessen Stammreihe mit Johann Storch († 1683) beginnt. Im Gotha von 1920 wird eine schwedische Abstammung behauptet. Dies ist auch auf dem Reichsadelstandsdiplom von 1753 aus Wien vom Heiligen Römischen Reich Deutscher Nationen belegt. Dort steht: „Der Nachweis der Abstammung der Schwedischen Familie Stårck ist erbracht worden und anerkannt“. Das Geschlecht fasste in der Folge überwiegend im heutigen Landkreis Rostock in Mecklenburg Fuß und war dort begütert. Zweige der Familie bestehen bis heute fort.

## Geschichte

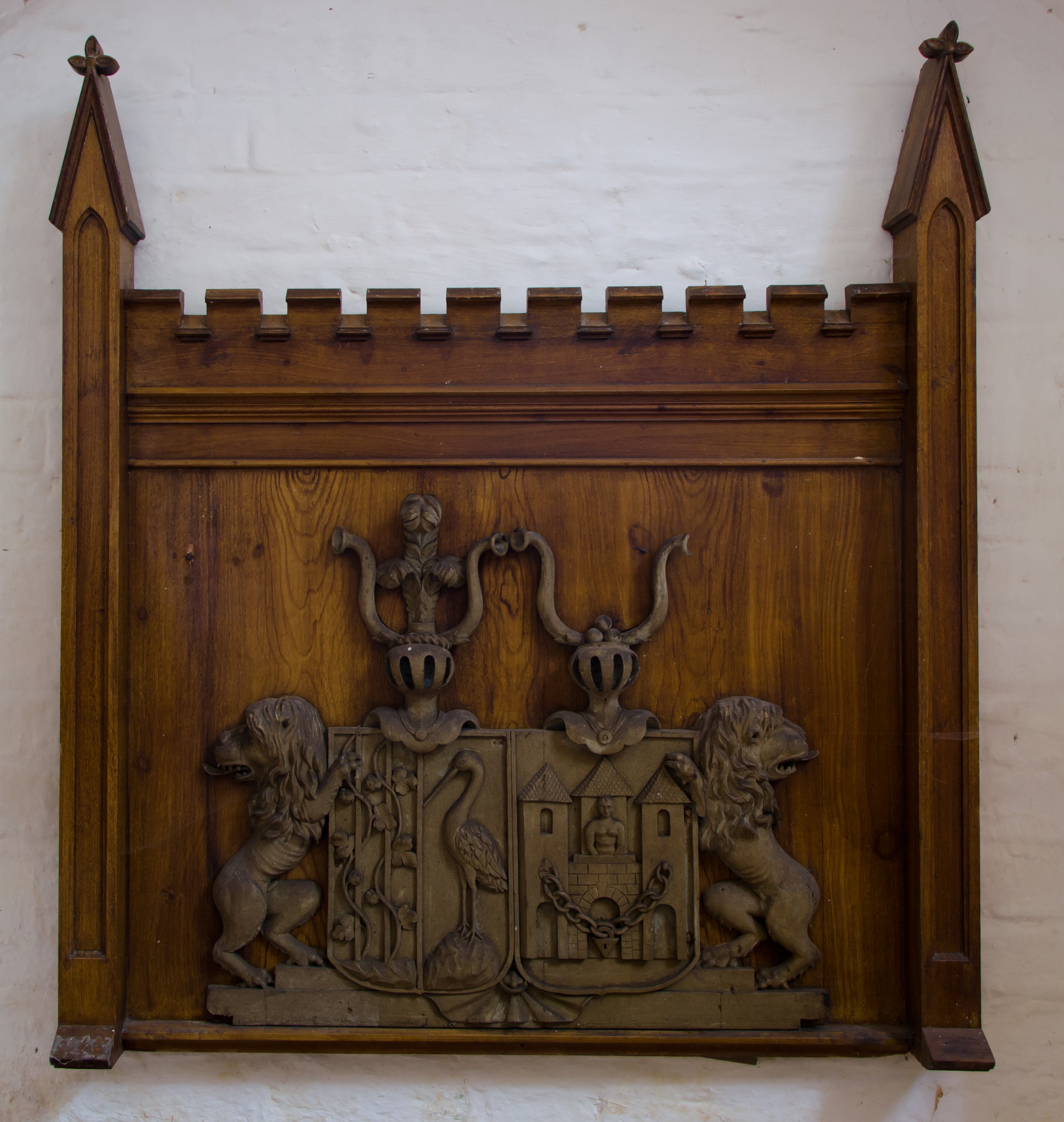
Historisches Allianzwappen der Familien von Storch und von Kettenburg in der Kirche Westenbrügge

Im römisch-deutschen Kaiserreich wurden die von Johann Storch († 1683) zu Osnabrück abstammenden, in Mecklenburg niedergelassenen und in herzoglich mecklenburg(-schwerin)schen Diensten stehenden Brüder Caspar Friedrich, Hof- und Landgerichtsassessor, und Carl Ludwig Storch, Hof- und Domänenrat, gemeinsam mit ihren Vettern, den Brüdern Johann Joachim, Dr. phil. Christoph Theodosius, Prediger zu Lohmen bei Dobbertin und Dr. jur. utr. Johann Detloff Storch, nachmals herzoglich mecklenburg(-strelitz)scher Hofrat, am 29. November 1753 zu Wien in den Reichsadelsstand erhoben; die mecklenburg-schwerinsche Anerkennung durch Reskript folgte am 14. August 1754 für die vorgenannten Brüder Caspar Friedrich und Carl Ludwig, sowie am 27. Oktober 1768 für den vorgenannten Vetter Johann Joachim von Storch als mecklenburg(-schwerin)schen Hofrat in Güstrow.
In Schweden beginnt die Stammreihe eines Geschlechts Stårk mit Per Stårk. Dessen Sohn Jon Persson Stårk, königlich schwedischer Rittmeister in der Westgöta-Reiterei, wurde am 12. August 1632 (bestätigt am 10. September 1634) in den schwedischen Adelsstand erhoben. Dessen Nachkommen führten den Namen fort und wurden mit Sitz und Stimme in das schwedische Ritterhaus (Riddarhuset) in Stockholm unter der Nr. 233 nobilitiert.
Am 28. Juni 1776 erhielt der vorgenannte Carl Ludwig von Storch aus dem von Johann Storch zu Osnabrück abstammenden Geschlecht als königlich schwedischer Regierungsrat wegen angenommener Abstammung von den schwedischen, 1632 geadelten Stårk die schwedische Adelsnaturalisation als „Stårk“. Die mecklenburg-schwerinsche Namen- und Wappenvereinigung als „Stårk von Storch“ erfolgte am 14. Januar 1802 zu Schwerin für des vorgenannten Hofrat Johann Joachim Söhne Gustav Friedrich auf Radegast, und Theodosius Christian von Storch, auf Goldberg. Gustav Friedrichs Söhne August, auf Diestelow, und Karl von Storch, auf Rubow, wurden am 12. November 1840 in die mecklenburgische Ritterschaft aufgenommen.
Im Einschreibebuch des Klosters Dobbertin befinden sich sieben Eintragungen von Töchtern der Familien von Storch aus Rubow, Alt-Schlagsdorf, Madsow und Neu-Stuer von 1847–1898 zur Aufnahme in das adelige Damenstift.

## Wappen

### (1753)
Gespalten, rechts in Rot auf grünem Boden zwei nebeneinander stehende befruchtete natürliche Weinstöcke, links in blauem Feld ein naturfarbener Storch auf einem silbernen Hügel. Auf dem gekrönten Helm mit rechts rot-silbernen, links blau-silbernen Decken drei (rot, blau, rot) Straußenfedern zwischen zwei von Gold und Blau geteilten Büffelhörnern.

### (1802)
Das vereinigte Wappen der Stårk und der von Storch ist zweimal gespalten; rechts in Gold auf grünem Boden ein naturfarbener Storch, mit dem Schnabel und der erhobenen rechten Kralle eine blaue Schlange haltend (Stårk), mitten und links wie 1753; zwei Helme: auf dem rechten mit rechts grün-golden-blauen, links blau-golden-grünen Decken der Storch mit der Schlange (Stårk), links wie 1753.

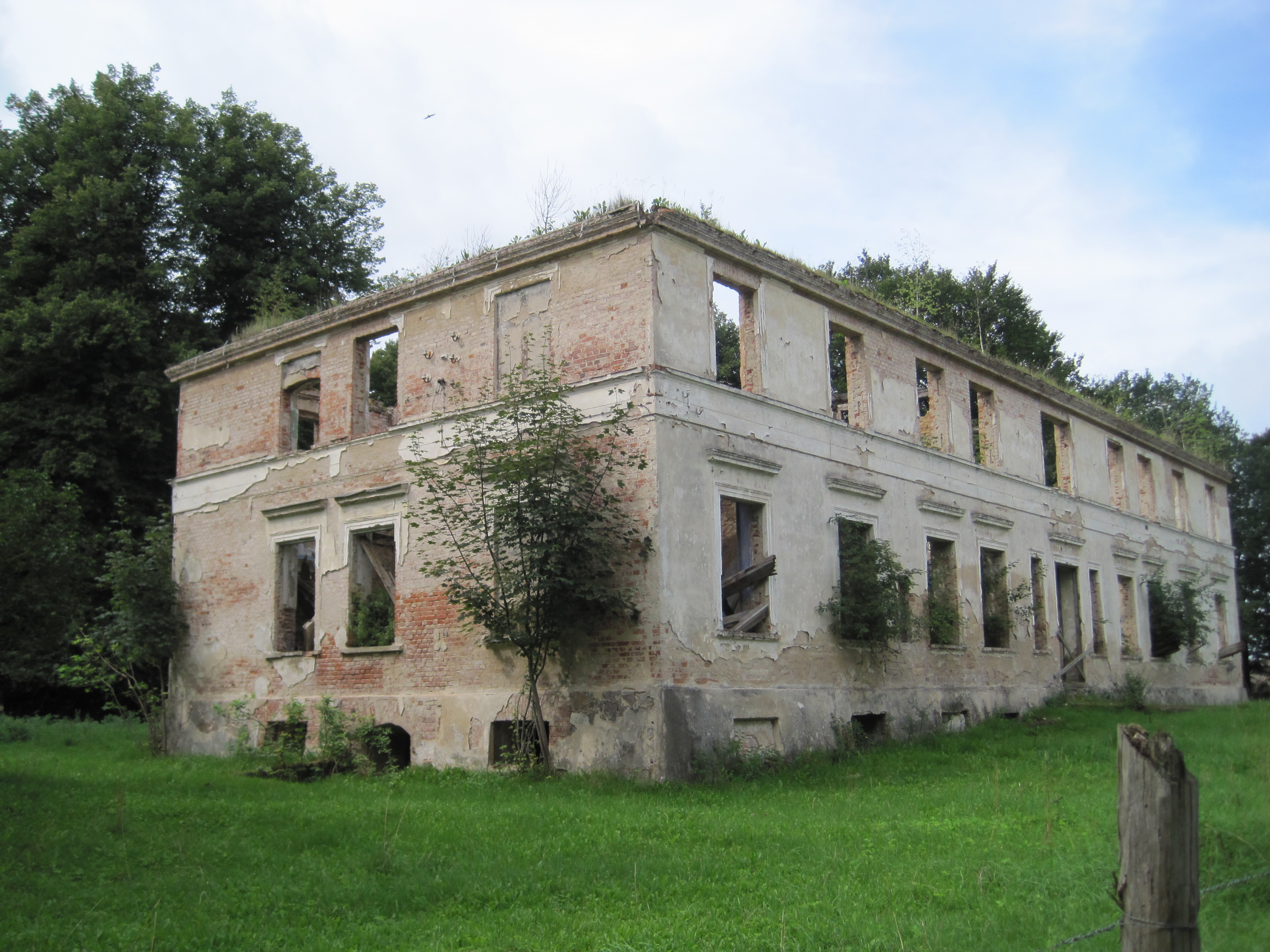
Ruine des Gutshauses Parchow, 2010

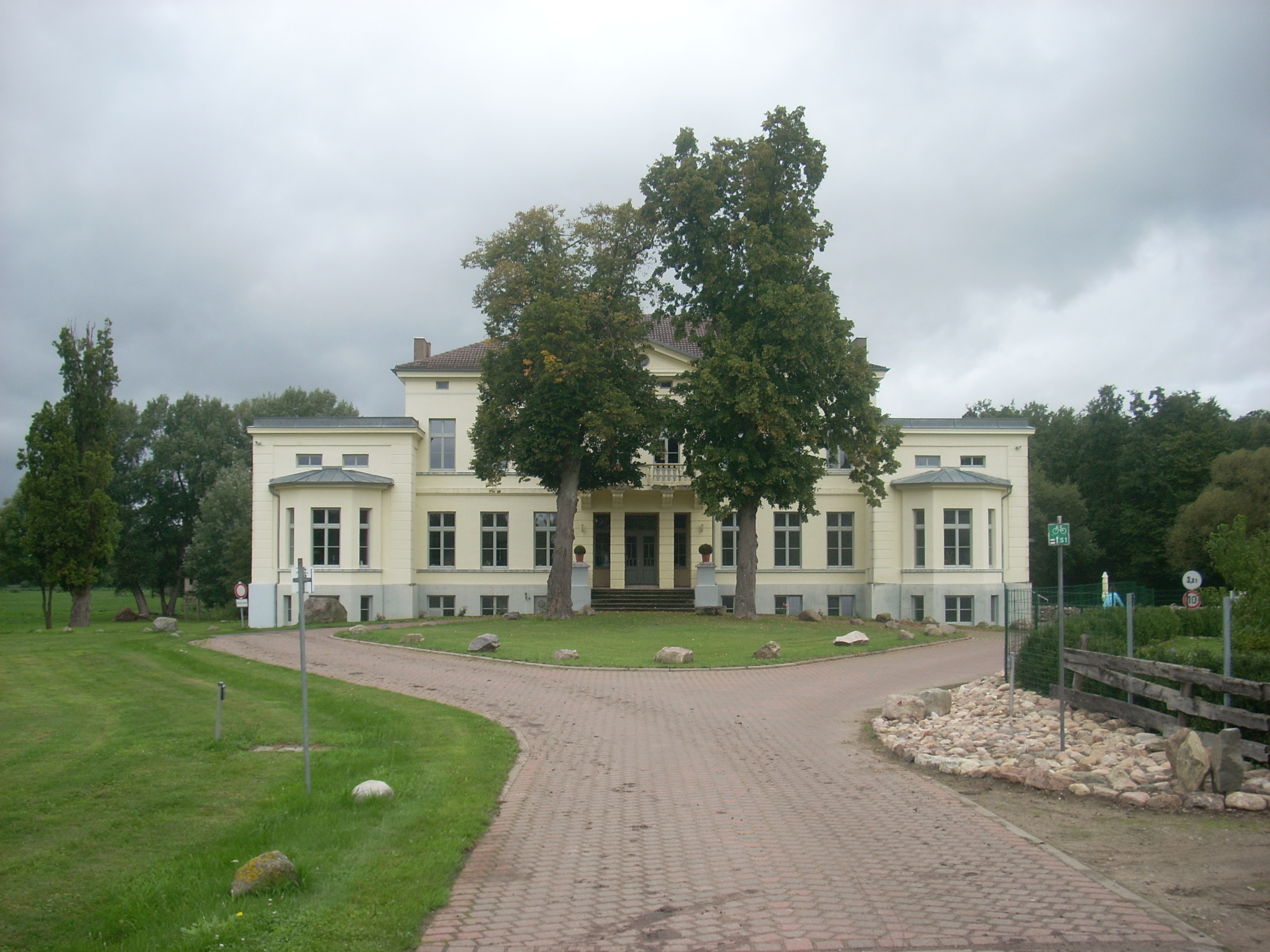
Herrenhaus Zülow (2008)

## Vormalige Güter in Mecklenburg-Schwerin
- Buchholz[3]
- Detershagen: Bernhard von Storch (1816–1890), Albert von Storch (1843–1910), Detlev von Storch (1910), Jürgen Detlev von Storch (1910–1945)[4]
- Hanshagen: Bernhard von Storch (1816–1890), Albert von Storch (1843–1910), Detlev von Storch (1910), Jürgen Detlev von Storch (1910–1945)[5]
- Parchow: Bernhard von Storch (1816–1890), Albert von Storch (1843–1910), Detlev von Storch (1910), Jürgen Detlev von Storch (1910–1945), um 1928 von Storch’sche Erben mit Marie Luise von Storch als Pächterin des 377 ha[6] großen Besitzes, Thomas von Storch (1992–2004), Gertrude von Storch (seit Juni 2004)[7]
- Rosenhagen: 1802 an die Familie von Restorff verkauft
- Gut und Herrenhaus Zülow mit Anteil Gägelow: etwa 1841–1844, u. a. August Dethloff von Storch,[8] u. Gustav von Storch

## Grablegen
- Barocke Grabkapelle in der Pfarrkirche St. Marien in Güstrow[9][10]
- Gr. Familien-Begräbnisstätte Friedhof Kirche Westenbrügge[11]

## Personen

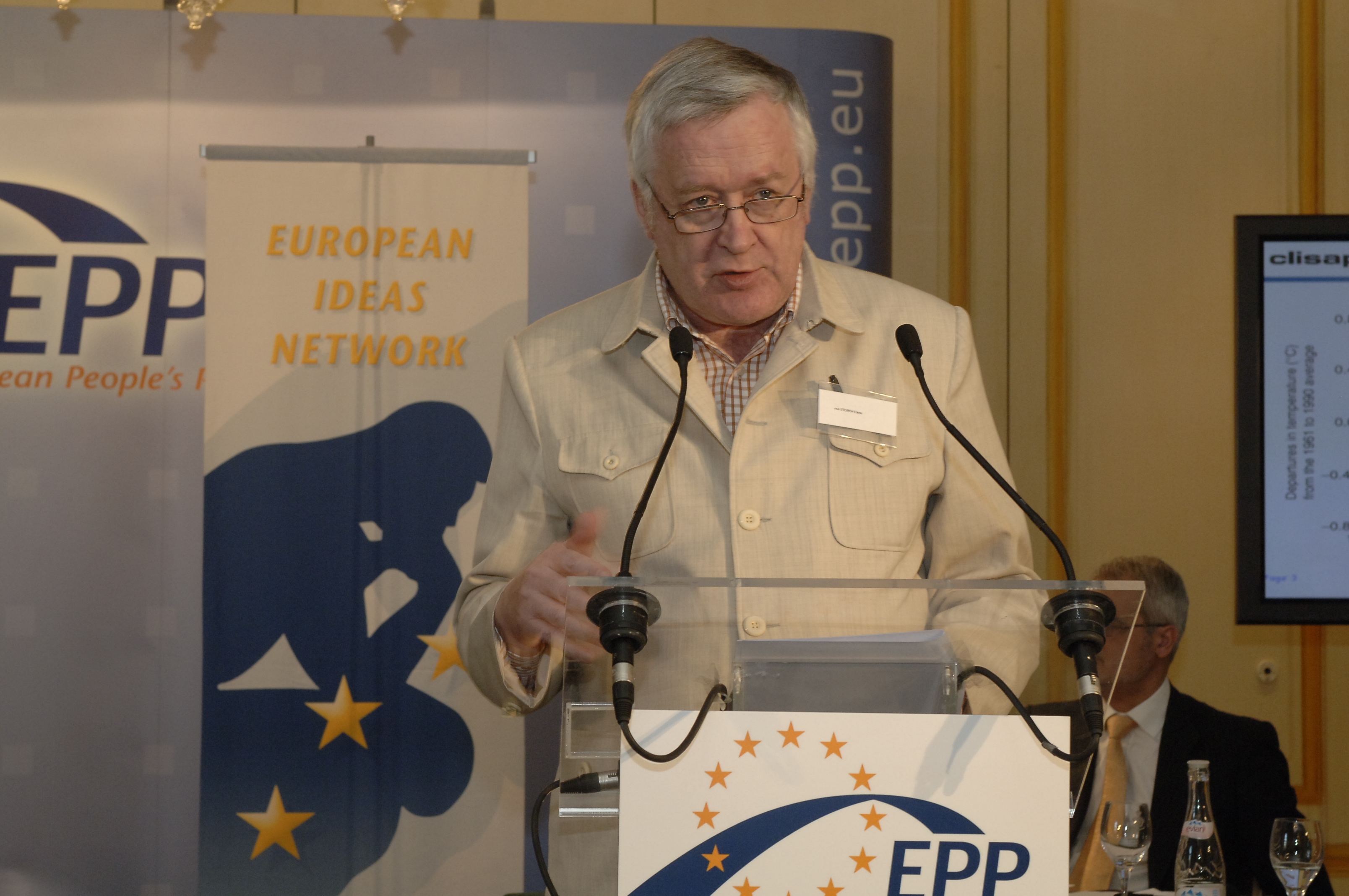
Hans von Storch auf einer Klimakonferenz der Europäischen Volkspartei in Madrid, 2008

Nach dem Genealogischen Handbuch des Adels und schwedischen Quellen (Stårcksa släktboken, Almquist und Wiksells: Uppsala 1964) sind u. a. f. wichtige Persönlichkeiten der Familie auszumachen:
- Jon Stårck, um ca. 1370 geboren, ist das älteste schriftlich überlieferte Familienmitglied der alten schwedischen Ritterfamilie, die auf ihr Stammgut Ramstad i Södra, in der Gemeinde Ny am See Vättern in Värmland lebte und von da aus in Skandinavien und über die Ostsee wirkte. Der Familienname Stårck wurde in früheren Zeiten Sturk oder Sturck geschrieben.
- Anders Jonsson Stårck, Sohn von John, wird 1414 urkundlich erwähnt und lebte auf den Familien-Stammgut Ramstad i Södra Ny.
- Lars Olofson Stårck till Ramstad (1506–1554) war verheiratet mit Estrid Olofsdotter Båt.
- Olof Larson Stårck till Ramstad, der um 1555 lebte, war m. Barbro Ingelsdotter geb. Roos af Hjelmsäter verheiratet. Neben Ramstad i Södra Ny besaß er mehrere Gutshöfe in Värmland und Rynninge in der Pfarrei Längbro und in Näs (heute Hjälmarsnäs) sowie vier Gutshöfe in Våtsta in der Pfarrei Stora Mellösa, alle in Närke.
- Lars Olofson Stårck till Ramstad (1555–1606) war mit Estrid Olofsdotter Bååt (aus mittelalterl. Ritterfamilie von Småland) verheiratet.
- Per Stårck (genaue Lebensdaten unklar) starb sehr jung und war mit Olofdotrer Stårck verheiratet.[12]
- Jon Persson Stårk (1586–1623), schwedischer Kammerjunker und Hofjunker bei König Karl IX., in der Westgötha-Reiterei, Befehlshaber der Flotte in Sandham. Jon Persson Stårck erbte das Gut Skömebol auf Näset. Er war verheiratet mit Kerstin Liliehöök, Tochter von Christoffer Jöransson Lilliehöök af Gälared und Kolbäck und Christina Pedersdotter Store. Kerstin Liliehöök war Besitzerin von Gut Höberg, in Norra Vanga, Västergotland.
- Johann Stårck oder Storck (1617–1683), in Schweden geboren, wurde 1648 wegen seiner besonderen Verdienste zum Westfälischen Frieden seitens der schwedischen Delegation und seiner Verwandtschaft mit dem Reichskanzler Axel Oxenstierna zum Kanzler in Osnabrück ernannt. Johann Storcks Mutter Kerstin Stårck, geborene Lilliehöök af Gälared och Kolbäck, eine Cousine Oxenstiernas, stand mit dem Reichskanzler im regelmäßigen persönlichen Briefverkehr. Johann Storck war mit Elizabeth von Hammerstein verheiratet. Er verließ Osnabrück nach der Schlacht bei Fehrbellin und ließ sich in Güstrow mit seiner Familie nieder
- Gustav Storck (1662–1729), Kaufmann u. Ratsherr in Güstrow, verheiratet m. Anna Karnatz, Tochter des Güstrower Ratsherrn Johann Karnatz
- Johann Gustav Storch (1685–1749), Jurist, Bürgermeister, Hofrat in Güstrow und Syndikus vom Kloster Dobbertin, verheiratet mit Sophie Dorothea Schöpffer, Tochter d. Johann Joachim Schöpffer, Jurist und Professor der Rechte, Geheimrat und „rechte Hand“ von Karl Leopold, Herzog zu Mecklenburg
- Carl Friedrich von Storch (1688–1749), Kommerzienrat d. Herzogs u. Erbprinzen Karl (Ludwig Friedrich) zu Mecklenburg
- Johann Joachim von Storch (1716–1773), doctor juris utriusque bzw. Doktor beider Rechte, des zivilen Recht (Corpus iuris civilis) und im kanonischen Recht (Corpus iuris canonici), mecklenburg-schwerinscher Hofrat und Ratsherr in Güstrow, 1753 nobilitiert
- Christoph Theodosius von Storch (1719-184), Dr. d. Philosophie, Prediger in Lohmann b. Dobbertin (Mecklenburg)
- Johann Detlef von Storch (1724–1790), Jurist, mecklenburg-strelitz. Hofrat (Assessor)
- Casper Friedrich von Storch (1724–1799), mecklenburg-schwerinsch. Hof- und Landgerichtsassessor, Gutsherr auf Hoppenrade
- Carl Ludwig von Storch (1729–1781), Amtmann in Güstrow, mecklenburgischer Landdrost u. Regierungsrat in Schwedisch-Pommern, 1753 nobilitiert, später schwedische Nobilität als „Stårck“, 1755 Mitunterzeichner des Landesgrundgesetzlichen Erbvergleichs (LGGEV), 1776 kehrte er mit mehreren Söhnen und Töchtern nach Schweden zurück
- Johann Ehrenfried von Storch, (?–1812), königlich-schwedischer Kammerrat, Landrentmeister, Ritter des schwedischen Königs, Träger des Wasa-Ordens, Stifter des Gedenksteins für Friedrich Gustav von Petersson am Kniepertor in Stralsund, er verwahrte das königliche Zepter von Gustav IV. Adolf sowie den pommerschen Marschallstab; mehrfach erwähnt 1802[13]
- Gustav Friedrich Stårk von Storch (1745–1830), Gutsherr auf Mechelsdorf, Radegast, Rosenhagen und Steinhagen. Verh. m. Luise Henriette von der Kettenburg (Tochter d. württemberg. Kammerherrn u. Obersten Kommandanten der Veste Hohenasperg Christoph Friedrich von der Kettenburg)
- Heinrich Friedrich von Storch (1766–1835), deutsch-russischer Ökonom, Schriftsteller, erster Vizepräsident der Akademie der Wissenschaften in St. Petersburg und Geheimrat d. Zaren
- Konrad Justus von Storch (* 1770, † 1825–30), Kaufmann u. Fabrikbesitzer in Riga. Gründer d. russischen Familienzweigs
- Ludwig Heinrich von Storch (1772–1826), Kaufmann und Besitzer einer Kohlemine in Scranton, Pennsylvania, USA. Gründer des Familienzweigs in den Vereinigten Staaten von Amerika, 1810 Heirat in Pennsylvania, Ehefrau Hannah Searle (direkte Vorfahren: brit. Kolonisten John u. Priscilla Alden / 1620 Anlandung m. d. Schiff „Mayflower“ in Massachusetts / Unterzeichnung „Mayflower Compact“)
- Hans von Storch (17??–18??), Stabskapitän d. II. Bataillon d. großherzogl. mecklenburg-schwerinsch. Kontingentsregiment, dass 1812 in den Feldzug nach Russland zog. Kompaniechef der Voltigeur Kompanie. Am 10. Januar 1813 kehrte er als einer der wenigen überlebenden mit seiner 15 Köpfigen Mannschaft, dem kleinen Depot von Danzig, nach Mecklenburg zurück.
- Gottfried Christoph von Storch (1778–1829), großherzogl. mecklenburg-schwerinsch. Major u. Stabsoffizier (Rostock). 1812  als Premier-Leutnant d. Grenadier-Kompanie des I. Bataillon, mit dem mecklenburg-schwerinsch. Kontingentregiment unter den Befehlen des Generalmajors von Fallois in den Feldzug nach Russland. Nach d. Rückkehr wurde er Kapitän (Hauptmann) u. Kompaniechef im ersten Musketierbataillon, folgte anderweitig der mecklenburgischen Fahne in alle seit der Zeit von den herzoglichen Truppen erfolgten Feldzüge vs. Frankreich
- August von Storch (1784–1867), Jurist, Studium in Göttingen, Heidelberg, 1808 dann in Rostock b. z. Abschluss, f. Kammerjunker d. Großherzogs von Mecklenburg in Schwerin, Aufnahme in die mecklenburgische Ritterschaft 1840, Gutsherr auf Diestelow und Brütz, heiratete Lisette Gräfin von Bassewitz, Tochter d. herzogl. mecklenburg-schwerinsch. Geheimerratspräsidenten Bernhard Friedrich Graf von Bassewitz
- Karl Friedrich von Storch (1786–1872), Aufnahme in die mecklenburgische Ritterschaft 1840, Gutsherr auf Katelbogen, Rubow, Daemelow und Altschlagsdorf, verh. m. Ulrike von Plessen (Tochter d. herzogl. mecklenb.-schwerin. Drosten Helmuth von Plessen)
- Alexander Andrejewitsch Storch (1804–1870), russischer Offizier
- Nikolaj Andrejewitsch Schtorch (1816–1877), beamteter Staatssekretär und Wirklicher Geheimrat des Zaren Alexander II.
- Gustav Bernhard von Storch (1815–1889), Gutsherr auf Madsow bis 1871, heiratete Julie von Raven, Tochter d. großherzogl. mecklenburg-schwerinsch. Oberstleutnants Otto Gotthard von Raven (Autor vom Tagebuch des Feldzuges in Russland im Jahre 1812)
- Bernhard von Storch (1816–1890), Gutsherr auf Detershagen, mit Hanshagen, Mitglied der mecklenburgischen Ritterschaft, verh. m. Luise Warnke, Tochter d. Ludwig Warnke (Gutsherr auf Parchow)
- Gustav von Storch, (1819–1902), Mitglied der mecklenburgischen Ritterschaft, Gutsherr auf Wildkuhl, Neusteur und Tönchow mit Wunderfeld
- Philipp Ernst von Storch (1829–1903), Gutsherr auf Rubow u. Altschlagsdorf (bis 1880), großherzogl. mecklenburg. Rittmeister
- Albert von Storch (1843–1910), Gutsherr auf Detershagen mit Hanshagen und Parchow (Mecklenburg), Stifter eines Familienfideikommiss, Mitglied der mecklenburgischen Ritterschaft, verh. m. Hermine Freiin von Puttkamer, Tochter d. preuß. Generalleutnant Heinrich von Puttkamer
- August (August Otto Bernhard) von Storch (1849–1940), kgl. preuß. Rittmeister[14]
- Adolf Gustav von Storch (1853–1918), Mitinhaber e. Fabrik in Richmond b. London. Er lebte zwischen Richmond und Berlin.
- Gustav Karl Wilhelm von Storch (1854–1945),[15] auf Tönchow u. vorm. b. 1930 auf Blitzblank,[16] Wendisch Priborn
- Adolf von Storch (1856–1930), preuß. General der Kavallerie, Mitinhaber d. Gutes Tönchow (Ritterschaftl. Amt Lübz),[17] u. a. Fhr.[18] d. Garde-Kavallerie-Division
- Ernst Karl von Storch (1857–1911), kgl. preuß. Major; verheiratet m. Nelly von Bülow (Tochter d. großherzogl. mecklenburg. Hauptmann Friedrich von Bülow)
- Detlev von Storch, (1885–1910), Gutsherr auf Parchow, Detershagen, m. Hanshagen,[19] Mitglied der mecklenburgischen Ritterschaft, Offizier d. Reserve des 1. Großherzoglich Mecklenburgisches Dragoner-Regiment Nr. 17 in Ludwigslust, verheiratet m. Marie Luise von Plüskow (Tochter d. kgl. preuß. Generalmajors Karl von Plüskow)
- Bernhardt von Storch (1890–1918), kgl. preuß. Leutnant d. R. (fiel als Nachrichtenoffizier d. Reserve-Inf.-Reg. Nr. 441 zum Ende der 1. Weltkrieges in Esmery Hallon, Frankreich)
- Kurt von Storch (1892–1980), Kaufmann, Mitinhaber der Vereinigten Lebensmittelwerke Elbgau-Rostock GmbH & Co KG. (Hamburg), Ehrenritter d. Johanniterordens
- Jürgen Detlev von Storch (1908–1955), Gutsherr auf Parchow, Detershagen, mit Hanshagen, u. weit. Hufe 12, Mitglied der mecklenburgischen Ritterschaft (Union der Landstände). Wegen politischen Widerstands im Dritten Reich sechs Mal durch die Gestapo im Gefängnis in Bützow eingesperrt, zuletzt im Konzentrationslager, wo er durch Flucht entkam. 1945 wurde er politisch verfolgt und enteignet durch die Kommunisten in der Sowjetischen Besatzungszone (SBZ)
- Berndt Detlev von Storch (1930–2004), 1945 mit 14 Jahren von seinem Zuhause, Gut Parchow, als politisch Verfolgter der Kommunisten in der sowjetischen Besatzungszone (SBZ), nach Westdeutschland geflohen. 1952 wanderte er mit 21 Jahren zu seinem Onkel Gustav Berckemeyer nach Casa Blanca, Fundo el Carpintero, bei Valparaiso in Chile aus. 1991 kehrte er als Wiedereinrichter zusammen mit seinem Sohn Thomas auf das Gut Parchow zurück. Vater von Klaus, Thomas Alexander und Sven von Storch.
- Henning von Storch (1934–2018), deutscher Politiker (CDU)
- Hans von Storch (* 1949), deutscher Klimaforscher und Meteorologe
- Kurt von Storch (* 1961), Vermögensverwalter, Gründer und Vorstand von Flossbach von Storch
- Klaus von Storch (* 1962), chilenischer Raumfahrtingenieur, Bruder von Thomas Alexander und Sven von Storch.
- Thomas Alexander von Storch (1965–2004), Diskjockey, Unternehmer, Pilot und Landwirt auf Alt Karin, Parchow und Westenbrügge. Bruder von Klaus und Sven von Storch.
- Sven von Storch (* 1970), deutsch-chilenischer Kaufmann und Herausgeber, verheiratet mit Beatrix von Storch (* 1971), deutsche Politikerin (AfD).[20][21] Bruder von Klaus und Thomas Alexander von Storch. Mit seiner Ehefrau Beatrix von Storch leitet er verschiedene der Alternative für Deutschland (AfD) nahestehende Politiknetzwerke.

## Weitere Familien von Storch
Es gibt noch zwei weitere Familien gleichen Namens jedoch unterschiedlichen Wappens, die mit den vorgenannten von Storch nicht verwandt sind:
- 1. Storch (1775) – Katholisches, aus Meran in Südtirol stammendes Geschlecht, das auf Carl Leopold Storch zurückgeht, der 1775 den kurfürstlich bayerischen Adel erhielt. Er war Landsasse zu Trachenfels bei Etting, Oberbayern; immatrikuliert im Königreich Bayern bei der Adelsklasse 21. August 1820 (f. dessen Sohn Franz Joseph von Storch zu Trachenfels).[1]

### Wappen (1775)
In Blau ein gekrönter naturfarbener Storch, eine abgekehrte silberne Schlange pfahlweise im Schnabel haltend; zwei Helme: auf dem rechten mit schwarz-silbernen Decken der Storch mit der Schlange, auf dem linken mit blau-silbernen Decken ein doppelter naturfarbener Pfauenwedel.
- 2. Storch (1790) – Evangelisches Geschlecht; Reichsritterstand München 1790 (vom Kurfürsten Karl Theodor von Pfalzbayern als Reichsvikar für Franz Storch aus Stralsund, königlich schwedischer Rentmeister des Herzogtums Vorpommern).[1]

### Wappen (1790)
In Blau auf grünem Dreiberg ein naturfarbener Storch, eine naturfarbene Schlange im Schnabel haltend; auf dem Helm mit blau-silbernen Decken zwei geschrägte hölzerne Ruder.